# Teenage Kicks
Teenage Kicks è un singolo del gruppo musicale punk rock nordirlandese The Undertones, pubblicato come singolo d'esordio nel 1978.

## Descrizione
Scritta nell'estate del 1977 dal chitarrista John O'Neill, la canzone venne registrata in studio il 16 giugno 1978 ed inizialmente pubblicata su EP nel settembre seguente su etichetta indipendente Good Vibrations, prima della firma della band con la major Sire Records il 2 ottobre 1978. La Sire successivamente ottenne i diritti del materiale presente sull'EP Teenage Kicks e ripubblicò la canzone su singolo il 14 ottobre, raggiungendo la trentunesima posizione nella classifica britannica Official Singles Chart.
Il singolo non venne incluso nell'edizione originale del maggio 1979 dell'album The Undertones; tuttavia, la ristampa dell'ottobre 1979 incluse sia Teenage Kicks che Get Over You, secondo singolo del gruppo.

## John Peel
L'influente disc jockey della BBC Radio 1 John Peel dichiarò che Teenage Kicks era la sua canzone preferita in assoluto.
Nel 1978, John Peel suonò il brano due volte di seguito durante la sua trasmissione radiofonica sulla BBC. Peel spesso era solito assegnare un voto ai singoli delle band emergenti con una serie di asterischi che potevano andare da 1 a 5. Nel caso di Teenage Kicks, si dichiarò così entusiasta della canzone da assegnarle ben 28 asterischi. Nel corso di un'intervista del 2001 concessa al The Guardian, Peel disse di aver espresso la volontà che sulla sua lapide funeraria venisse apposta una frase del testo di Teenage Kicks: "Teenage dreams, so hard to beat".
Nel febbraio 2008, una lastra tombale con queste parole è stata posizionata sulla tomba di Peel a Great Finborough.

## Tracce
Good Vibrations GOT 4
Lato A
1. Teenage Kicks (J. J. O'Neill) - 2:26
2. True Confessions (J. J. O'Neill, Michael Bradley, Damian O'Neill) - 1:53

Lato B
1. Smarter Than U (J. J. O'Neill, Michael Bradley, Billy Doherty) - 1:36
2. Emergency Cases (J. J. O'Neill) - 1:56

### Tracce singolo
Sire SRE 49195
1. Teenage Kicks - 2:23
2. Smarter Than U - 1:35

## Cover
Teenage Kicks è stata reinterpretata da numerosi artisti, tra i quali:
- Buzzcocks
- Razorlight[8]
- Ash
- Skunk Anansie
- The Pink Spiders
- Busted
- Sahara Hotnights
- Jokke & Valentinerne
- The Saw Doctors
- Tommy Stinson
- Therapy?
- The County Kings
- Shiny Mountains
- Nouvelle Vague[9]
- Green Day
- Boom Boom Kid
- Thee Headcoatees
- Franz Ferdinand
- Supergrass
- The Vamps
- The Young Fresh Fellows
- Snow Patrol
- KT Tunstall
- Rasputina
- Seabear
- Cherry Bikini
- Coal Porters
- The Coral
- U2
- The Raconteurs[10]
- Violent Delight
- Maroon[11]
- Criminal Mischief
- The Ukulele Orchestra of Great Britain
- Dominique A
- Jedward[12]
- Beatsteaks
- Remi Nicole
- One Direction (in medley con One Way or Another dei Blondie)
- The Bad Shepherds